# 全国環境整備事業協同組合連合会
全国環境整備事業協同組合連合会（ぜんこくかんきょうせいびじぎょうきょうどうくみあいれんごうかい）は、く全国のし尿や浄化槽などの汚泥について清掃業を営む事業者の一部が加入している団体である。1973年（昭和48年）3月14日設立。
その職業上疎まれる事が多く、事業許可を下す自治体自らが事業そのものを脅かすという事例が多く、そうした自治体に対し権利向上のための「闘争活動」をも辞さないという一面もある。